# Aurel Manolache
Aurel Manolache (n. 5 octombrie 1931, Galați, România – d. 9 martie 2010, Galați, România) a fost un compozitor, dirijor și director de teatru român.
Compozitorul Aurel Manolache a murit în urma unui infarct, în timp ce se afla la Galați, orașul său natal.

## Biografie
În 1950, după absolvirea liceului, s-a angajat ca dirijor la Orchestra Populară “Valurile Dunării” din Galați (1950-52). A fost apoi dirijor la Ansamblul de Cântece și Dansuri al orașului Galați (1952-54), profesor suplinitor de muzică la școala Medie de Marină din Galați (1953-55), profesor la școala Metalurgică din Galați (1954-56), dirijor și director la Teatrul de Estradă din Galați (1954-56). 
În 1956 se mută la Constanța unde devine dirijor la Teatrul Marinei Militare din Constanța (1956-59), dirijor și șef de secție estradă la Teatrul de Stat din Constanța (1959-69), prim dirijor și director la Teatrul Fantasio din Constanța (al cărui fondator este) (1969-90). 
Aurel Manolache revine la conducerea Teatrului Fantasio din 2002, pentru încă doi ani, până la desființarea sa, în 2004.
A devenit membru al Uniunii compozitorilor și muzicologilor din România în anul 1968. 
Melodiile sale au fost cântate de Margareta Pâslaru, Corina Chiriac, Cătălin Crișan, Loredana Groza sau Dan Spătaru. Julio Iglesias a ales să interpreteze, în 1969, la Festivalul "Cerbul de Aur", piesa „Ale tale”, piesă compusă de Manolache. 
A fost distins cu Ordinul Meritul Cultural, clasa a II-a (1981), cu opt premii la Festivalul național de muzică ușoară de la Mamaia și cu patru premii ale Uniunii Compozitorilor.
A dirijat și numeroase spectacole și ediții ale Festivalului național de muzică ușoară de la Mamaia.
În anul 2001 Aurel Manolache a inițiat Festivalul “Mamaia Copiilor” (al cărui director a fost în perioada 2001-10) împreună cu Dumitru Lupu (directorul artistic al festivalului).

## Șlagărele compuse
- Ale tale – duet Margareta Pâslaru și Dan Spătaru
- Comoara mea – Simona Florescu-Dichiseanu
- De dragoste – Corina Chiriac
- Hai, vorbește! – Loredana Groza
- În casa cu mulți copii – duet Eva Kiss și Cornel Constantiniu
- La noi - Margareta Pâslaru
- Mai gândește-te – Dan Spătaru
- Mangalia - Gigi Marga
- Ninge, ninge – Margareta Pâslaru
- Măi, măi, măi - Margareta Pâslaru
- Nu te cred – Ramona Bădescu
- Singurătate - Margareta Pâslaru
- Zărzărelul - Margareta Pâslaru
- Vorbește marea – Cătălin Crișan
- Mama - Cătălin Crișan

## Filmografie
- Melodii, melodii (1978)